# Sandra Laugier
Pour les articles homonymes, voir Laugier.
Sandra Laugier (née en 1961 à Paris), est une philosophe et universitaire française. Elle est professeure de philosophie (classe exceptionnelle) à L'université Paris 1 Panthéon-Sorbonne depuis 2010, membre senior de l’Institut Universitaire de France, et directrice adjointe de l'Institut des sciences juridique et philosophique de la Sorbonne (UMR 8103). Elle travaille sur des questions de philosophie du langage, de philosophie des sciences, de philosophie morale, de philosophie politique et d'études de genre.

## Biographie
Sandra Laugier est la fille de Jean-Louis Laugier et de Flora Yang, cette dernière issue d'une famille méthodiste. Elle est élève au lycée Victor-Louis de Talence puis de khâgne au lycée Montaigne. Elle est admise en 1980 à l’École normale supérieure de jeunes filles puis obtient l'agrégation de philosophie en 1983. Elle étudie la philosophie à l'université Paris-Sorbonne (1980-1985) et à l'université Harvard (1983-1985). Elle soutient en 1990 une thèse de doctorat, intitulée L'apprentissage de l'obvie : le point de vue logique dans la philosophie de W. V. Quine, sous la direction de Maurice Clavelin à l'université Paris IV. Elle obtient une habilitation à diriger des recherches en 1997, effectuée à l’Université Paris I Panthéon-Sorbonne, sous la direction de Jacques Bouveresse.
Depuis 2010, elle est professeur des universités (classe exceptionnelle) à Université Paris I Panthéon-Sorbonne, après avoir été professeur à l’université de Picardie Jules-Verne (1998-2010), et maître de conférences à l'université de Rennes-I (1992-1998).
Elle est membre junior de l’Institut universitaire de France (1999-2004) puis membre senior (2012-2024). Elle est lauréate d'une bourse ERC en 2019 pour son programme DEMOSERIES consacré à l'étude des séries télévisées.

### Thèmes de recherche
Sandra Laugier a traduit en français la plupart des ouvrages de Stanley Cavell et elle fait partie de ses exécuteurs testamentaires. Elle a introduit plusieurs domaines de recherche en France : la philosophie du langage ordinaire, l’éthique ordinaire et l'éthique du « care », le transcendantalisme américain (Thoreau et Emerson) et le perfectionnisme moral, la réflexion politique sur la démocratie radicale et la désobéissance civile, et, plus récemment, sur les séries télévisées.
Elle a contribué à introduire en France l’éthique du « care », notamment avec l'ouvrage qu'elle a dirigé en 2005, Le Souci des autres, éthique et politique du care (Éditions de l’EHESS), et considère que la pandémie de Covid-19 a allumé un projecteur en direction « des personnes dont on tenait pour acquis qu’elles étaient là pour servir, et dont la fonction apparaît aujourd’hui comme centrale dans le fonctionnement de nos sociétés ».

### Politique
Après la victoire de Benoît Hamon à la primaire citoyenne de 2017, elle est devenue responsable du pôle « forum des idées » pour sa campagne présidentielle. Elle a alors déclaré  : « Ce qui me semble très important [...] c’est le soutien aux universités et particulièrement aux grandes universités démocratiques », établissant ainsi une distinction entre des universités qui, en France même, seraient de nature "démocratique" et d'autres qui ne le seraient pas. En décembre 2017, elle est membre de la coordination politique provisoire de Génération.s.
Pour le premier tour de l'élection présidentielle française de 2022, elle appelle avec 800 autres universitaires à voter pour Jean-Luc Mélenchon.

### Vie privée
Elle est l'épouse du philosophe Jocelyn Benoist, professeur à l'université Panthéon-Sorbonne.

### Décoration et récompenses
- Chevalier de la Légion d'honneur (2014)[12]
- Grand Prix Moron de l'Académie française, financé par la fondation Renaudin et attribué à « l’auteur français d’un ouvrage ou d’une œuvre favorisant une nouvelle éthique », pour l'« ensemble de ses travaux philosophiques » (2022)[13]

### Responsabilités scientifiques nationales et internationales
Sandra Laugier a été membre élue du CNU 17e section (1996-1998, 2003-2007), membre du conseil scientifique de l’ACI Terrains, Techniques, Théories (2002-2005), et membre du conseil scientifique SHS de l’ANR (programmes « blanc » et « jeunes chercheurs », 2005-2007). Elle a été déléguée scientifique à l’AERES (philosophie, sections 2 et 3) de 2007 à 2010.
Elle a été, de 2010 à juin 2017, directrice adjointe scientifique de l’INSHS du CNRS, chargée de la 35e section (jusqu'en juin 2014) et de l'interdisciplinarité. Elle a été membre du comité de pilotage de la Mission pour l’interdisciplinarité du CNRS.
Laugier est membre du Conseil scientifique de « Citéphilo » (Lille), « Philosophia » (Saint-Émilion), et de la Fondation Maison des sciences de l'homme (Paris). Elle est aussi membre du jury du prix de philosophie de Monaco.

### Responsabilités éditoriales
Laugier a été membre du comité scientifique du Vocabulaire européen des philosophies, dictionnaire des intraduisibles, dirigé par Barbara Cassin (éditions Le Seuil/Le Robert, 2004).
Elle est aussi membre du comité de rédaction des revues : British Journal of History of Philosophy, European Journal of Pragmatism and American Philosophy, Iride, Revue de métaphysique et de morale, Archives de Philosophie, et Multitudes.
- 2004-2020 – Co-responsable de la collection « Textes-clés » aux éditions Vrin.
- 2010 – Directrice de la collection « La vie morale » aux éditions Vrin.
- 2020 – Co-directrice avec Franck Fischbach de la collection « Problèmes et controverses » aux éditions Vrin.
- 2020 – Co-directrice de la collection de la collection « Ethics of care », aux éditions Peeters.
- 2021 – en charge de l’édition des œuvres de L. Wittgenstein en français aux Éditions Garnier Frères.
- 2022 – Directrice de la collection « TV-Philosophy », aux éditions Exeter University Press.

## Publications

### Livres
- L'anthropologie logique de Quine, Paris, Vrin, 1992
- Recommencer la philosophie : la philosophie américaine aujourd'hui, Paris, PUF, 1999 (nouvelle édition augmentée, Vrin, 2014)
- Du réel à l'ordinaire ; quelle philosophie du langage aujourd'hui ?, Paris, Vrin, 1999 (traduit en anglais, The University of Chicago Press, 2013)
- Faut-il encore écouter les intellectuels ?, Paris, Bayard, 2003
- Une autre pensée politique américaine ; la démocratie radicale, de R. W. Emerson à S. Cavell, Paris, Michel Houdiard, 2004
- Qu'est-ce que le care ? (avec Patricia Paperman et Pascale Molinier), Paris, Payot, 2009
- Wittgenstein : les sens de l'usage, Paris, Vrin, 2009
- Wittgenstein : le mythe de l’inexpressivité, Paris, Vrin, 2010
- Pourquoi désobéir en démocratie ? (avec Albert Ogien), Paris, La Découverte, 2010[15],[16]
- Why We Need Ordinary Language Philosophy, Chicago, The University of Chicago Press, 2013
- Face aux désastres : une conversation à quatre voix sur la folie, le care et les grandes détresses collectives (avec Anne M. Lovell, Stefania Pandolfo, Veena Das), Paris, Ithaque, 2013
- Le principe démocratie (avec Albert Ogien), Paris, La Découverte, 2014[17]
- Recommencer la philosophie : Stanley Cavell et la philosophie en Amérique, Paris, Vrin, 2014
- Etica e politica dell'ordinario, Milano, LED Edizioni, 2015
- Antidémocratie, (avec Albert Ogien), Paris, La Découverte, 2017[18]
- Nos vies en séries, Paris, Flammarion Climats, 2019
- Politics of the Ordinary: Care, Ethics, and Forms of Life, Peeters, Leuven, 2020
- La société des vulnérables. Leçons féministes d’une crise (avec Najat Vallaud-Belkacem), Paris, Gallimard, 2020
- Éloge de l’ordinaire – Sandra Laugier en conversation avec Philippe Petit, Editions du Cerf, 2021
- Wittgenstein. Politique de l’ordinaire, Vrin, Paris, 2021
- En confinement/La seconde vague des séries féministes, AOC livres, 2021
- Revendiquer l’espace public (avec Yves Cohen, Nilüfer Göle et Richard Rechtman), CNRS éditions, 2022
- TV-Philosophy: How TV Series Change Our Thinking, Exeter Press, 2023
- TV-Philosophy in Action: The Ethics and Politics of TV Series, Exeter Press, 2023

### Édition et co-édition d'ouvrages collectifs
- Physique et réalité (éd. avec Michel Bitbol), Paris, éditions Diderot, 1997
- Les mots de l’esprit : Wittgenstein et la philosophie de la psychologie (éd. avec Christiane Chauviré et Jean-Jacques Rosat), Paris, Vrin, 2001
- Carnap et la construction logique du monde, Paris, Vrin, 2001
- Stanley Cavell, cinéma et philosophie (éd. avec Marc Cerisuelo), Paris, Presses de la Sorbonne Nouvelle, 2001
- Wittgenstein : métaphysique et jeu de langage, Paris, PUF, 2001
- Wittgenstein, dernières pensées (éd. avec Jacques Bouveresse et Jean-Jacques Rosat), Marseille, Agone, 2002
- Husserl et Wittgenstein : de la description de l’expérience à la phénoménologie linguistique (éd. avec Jocelyn Benoist), Hildesheim, Olms, 2004
- Textes-clés de philosophie des sciences (éd. avec Pierre Wagner), 2 volumes, Paris, Vrin, 2004
- Langage ordinaire et métaphysique : Strawson (éd. avec Jocelyn Benoist), Paris, Vrin, 2005
- Le souci des autres : éthique et politique du care (éd. avec Patricia Paperman), Paris, Éditions de l’EHESS, 2006 (rééd. 2011)
- L’ordinaire et le politique (éd. avec Claude Gautier), Paris, PUF, 2006
- Éthique, littérature, vie humaine, Paris, PUF, 2006
- Lire les « Recherches Philosophiques » de Wittgenstein (éd. avec Christiane Chauviré), Paris, Vrin, 2006
- Comment penser l'autonomie ? : entre compétences et dépendances (éd. avec Marlène Jouan), Paris, PUF, 2008
- Normativités du sens commun (éd. avec Claude Gautier), Paris, PUF, 2009
- Textes-clés de philosophie du langage (éd. avec Bruno Ambroise), 2 volumes, Paris, Vrin, 2009, 2010
- La voix et la vertu : variétés du perfectionnisme moral, Paris, PUF, 2010
- Les données de l'enquête (éd. avec Barbara Olszewska et Michel Barthélémy), Paris, PUF, 2010
- J. L. Austin et la philosophie du langage ordinaire (éd. avec Christophe Al-Saleh), Hildesheim, Olms, 2011
- Tous vulnérables ? : éthique du care, les animaux et l'environnement, Paris, Payot, 2012
- La philosophie analytique (éd. avec Sabine Plaud), Paris, Ellipses, 2012
- La désobéissance civile (éd. with  A. Ogien), La Documentation Française, 2013
- Buffy : tueuse de vampires (éd. avec Sylvie Allouche), Paris, Bragelonne, 2014
- Formes de vie (éd. avec Estelle Ferrarese), CNRS éditions, 2018
- Variations Claude Imbert (avec C. Brunet et F. Ildefonse), TAP, Paris, 2019
- Le pouvoir des liens faibles (éd. avec Alexandre Gefen), CNRS éditions, 2020
- Les concepts de l’ordinaire (éd. avec Pierre Fasula), Editions de La Sorbonne, 2021
- Perlocutoire: Normativités et performativités du langage (éd. avec Daniele Lorenzini), Éditions Mare & Martin, 2021
- avec Christine Noiville et Xavier Philippe (dir.), Des enjeux d'intérêt public en temps de pandémie - Un double regard juridique et philosophique, éd. Mare et Martin, collection ISJFS, Paris, 2021.
- Cavell’s Must We Mean What We Say? at Fifty (éd. avec Juliet Floyd et Greg Chase), Cambridge University Press, 2022
- Les usages de l’usage (éd. avec Béatrice Godart-Wendling), ISTE, Londres, 2022
- 24h chrono. Aux origines du genre sécuritaire (éd. avec Sylvie Allouche), Vrin, open access, 2022
- Séries TV, laboratoire d’éveil politique, CNRS Editions, Paris 2023
- Television With Stanley Cavell in Mind (éd. avec David LaRocca), Exeter Press, 2023

### Édition et co-édition de numéros spéciaux de revue
- « Retour du moralisme ? » (éd. avec Laurent Jaffro), Cités, 2001
- « Moritz Schlick et le tournant de la philosophie », Études philosophiques, 2001
- « Wittgenstein 1889-1951 », Archives de philosophie, 2001
- « Ralph Waldo Emerson : l’autorité du scepticisme », Revue française d’études américaines, 2002
- « Naturalisme(s) : Héritages contemporains de Hume », Revue de métaphysique et de morale, 2003
- « Politiques de la pornographie » (éd. avec Michela Marzano), Cités, 2003
- « Après la structure : Kuhn et les révolutions scientifiques », Archives de philosophie, 2003
- « Usages d’Austin » (éd. avec Isabelle Thomas-Fogiel), Revue de métaphysique et de morale, 2004
- « Morale et métaphysique chez G.E. Moore » (avec Emmanuel Picavet), Revue de métaphysique et de morale, 2006
- « La contrainte », Actes de savoirs. Revue de l'IUF, 2007
- « Quine et l'analyticité », Archives de philosophie, 2009
- « Wittgenstein politique » (éd. avec Marie-Anne Lescourret), Cités, 2009
- « Politiques du care » (éd. avec Pascale Molinier), Multitudes, 2009
- « Perfectionism, Transcendentalism, Pragmatism » (éd. avec Piergiorgio Donatelli), European Journal of Pragmatism and American Philosophy, 2011
- « Grammaires de la vulnérabilité » (éd. avec Marie Gaille), Raison Publique, 2011
- « Stanley Cavell », Revue internationale de philosophie, 2011
- « Le retour à la vie ordinaire », Raison publique, 2013
- « Care and Human Security », Iride, 2013
- « Care, catastrophe, capabilités », Raison publique, 2014
- « Genre et environnement », Cahiers du genre, 2015
- « Politique des formes de vie », avec E. Ferrarese, Raisons politiques, 2015
- « New Robotics, New Living Beings », Iride, 2016
- « Scepticisme, pragmatisme et philosophie du langage ordinaire », avec D. Zapero, Raison Publique, 2016
- « L'invention des formes de vie », Multitudes, no 71, 2018
- « Symposia - Democrazia e scienze partecipative », Iride, 3, 2019
- « The perlocutionary and the illocutionary », dir. with D. Lorenzini, Inquiry, 2019
- « Le patriarcat bouge encore », Multitudes, no 78, 2020
- « L’autre société des séries » (avec A. Kyrou) Multitudes, 84, 2021
- « Ethics and Politics of TV Series », Open Philosophy, 2021
- « 100 ans de Tractatus logico-philosophicus », Revue internationale de philosophie, 2022
- « Les séries télévisées pensent-elles ? » (avec H. de Monvallier), Revue internationale de philosophie, 2022

### Traductions
- Stanley Cavell, Une nouvelle Amérique encore inapprochable, de Wittgenstein à Emerson, Combas, L’éclat, 1991
- Stanley Cavell, Statuts d’Emerson : constitution, philosophie, politique, Combas, L’éclat, 1992
- Stanley Cavell, À la recherche du bonheur : Hollywood et la comédie du remariage (avec Christian Fournier), Paris, Cahiers du cinéma, 1993
- Stanley Cavell, Conditions nobles et ignobles : la constitution du perfectionnisme moral émersonien (avec Christian Fournier), Combas, L’éclat, 1993
- Stanley Cavell, Les voix de la raison (avec Nicole Balso), Paris, Seuil, 1996
- Allan Gibbard, Sagesse des choix, justesse des sentiments : une théorie du jugement normatif, Paris, PUF, 1996
- Stanley Cavell, Un ton pour la philosophie (avec Elise Domenach), Paris, Bayard, 2003
- Willard Van Orman Quine, D’un point de vue logique (avec une équipe de co-traducteurs), Paris, Vrin, 2003
- Ralph Waldo Emerson, Essais : histoire, destin, expérience, compensation (avec une introduction), Paris, Michel Houdiard, 2005
- John Langshaw Austin, Le langage de la perception (« Introduction » avec Bruno Ambroise), Paris, Vrin, 2007
- Stanley Cavell, Dire et vouloir dire (avec Christian Fournier), Paris, Éditions du Cerf, 2009
- Stanley Cavell, Qu'est-ce que la philosophie américaine ? (avec Christian Fournier), Paris, Folio Gallimard, 2009
- Stanley Cavell, Si j'avais su… (avec Jean-Louis Laugier), Paris, Éditions du Cerf, 2011
- S. Cavell, À la recherche du bonheur, Hollywood et la comédie du remariage (Pursuits of Happiness), Nouvelle édition avec Préface, Vrin, Paris, 2017.
- S. Cavell, Here and There, ed. with N. Bauer and A. Crary, Harvard U. Press, 2022
- H.D. Thoreau, Walden et La désobéissance civile, Le Pommier, 2023 préface.
- S. Cavell, A la recherche de l’ordinaire, traduction par J.L. Laugier et S. Laugier Vrin, Paris, 2023.